# Lars Gullin
Lars Gunnar Victor Gullin (Visby, 4 maggio 1928 – Vissefjärda, 17 maggio 1976) è stato un sassofonista, compositore e pianista svedese.

## Biografia e carriera
Lars Gullin fu un bambino prodigio, basti pensare che a cinque anni già componeva semplici pezzi con la fisarmonica e a tredici anni fu preso a suonare il clarinetto in una banda militare. La sua carriera da professionista però iniziò attorno ai vent'anni in qualità di pianista classico. 
Nel frattempo iniziò a frequentare i jazz club di Stoccolma, dove si era trasferito, e iniziò a suonare il clarinetto e il sassofono contralto in alcune orchestre. Durante questo periodo gli capitò casualmente di suonare il sassofono baritono in un'orchestra e capì subito che era il suo strumento. Quando ascoltò per la prima volta l'album Re-Birth of the Cool di Gerry Mulligan non ebbe più dubbi sulla strada da intraprendere.
Lars Gullin fu effettivamente uno dei più grandi sassofonisti baritoni di tutti i tempi, nonché compositore. Inizialmente influenzato da Gerry Mulligan seppe comunque trovare un sound e un fraseggio molto personale tanto da diventare il miglior sassofonista baritono europeo e uno dei migliori al mondo della sua epoca, con Gerry Mulligan, Serge Challof e Pepper Adams.
Tra i suoi brani più noti ricordiamo Manchester Fog, Pernz e Peter of April. Dal 1951 vanta diverse collaborazioni prestigiose: Zoot Sims, Lee Konitz, Arne Domnérus, Rolf Ericson, Stan Getz, Quincy Jones, Monica Zetterlund.
Incide a nome proprio e come ospite più di 30 album tutti di straordinaria qualità musicale. 
Nel 1954 la rivista Down Beat lo proclamò miglior debuttante dell'anno, e nel 1955 partecipò a un tour europeo con il gruppo di Chet Baker. 
Nel 1959 passò un lungo periodo in Italia collaborando coi migliori jazzisti italiani: Franco Cerri, Oscar Valdambrini, Gianni Basso, Giorgio Azzolini, Sergio Fanni, Renato Sellani, Mario Pezzotta e Ettore Righello
È presente in due straordinari lavori discografici Basso-Valdambrini Octet New Sound from Italy inciso a Milano il 17 dicembre del 1959 e Gil Cuppini Quintet inciso a Milano nel marzo del 1960. Il suo sax baritono lo ritroviamo anche nella colonna sonora e nelle musiche composte da Piero Umiliani per il film I soliti ignoti di Mario Monicelli dove era presente anche la tromba di 
Chet Baker.
Suonò  per qualche mese alla Taverna Messicana di Milano con un quartetto formato da Gene Victory alla batteria, Giorgio Buratti al contrabbasso, il cantante Henry Wright e il pianista Victor Bacchetta, suonando poi di nuovo con Chet Baker e partecipando a dei programmi radio da Losanna con il sassofonista Flavio Ambrosetti.
Purtroppo la sua dipendenza dalle droghe e dall'alcol aveva preso il sopravvento e la sua carriera aveva iniziato a risentirne; destino comune, questo, a Chet Baker e ad altri.
Lars Gullin ebbe 3 figli: Danny Gullin, Peter Gullin (anch'egli sassofonista), nato a Milano il 22 aprile 1959 e scomparso a Uppsala il 7 ottobre 2003 in Svezia e Gabriella Gullin 1961 a cui dedicò tre composizioni Danny's Dream, Peter of April e Gabriella.
Lars Gullin  morì nel 1976 di infarto, causato indirettamente dalla massiccia assunzione nel corso degli anni di stupefacenti e alcolici.
Lars Gullin suonava un sassofono baritono Selmer Mk6 con una imboccatura Berg Larsen hard rubber.